# Mozart a neštovice

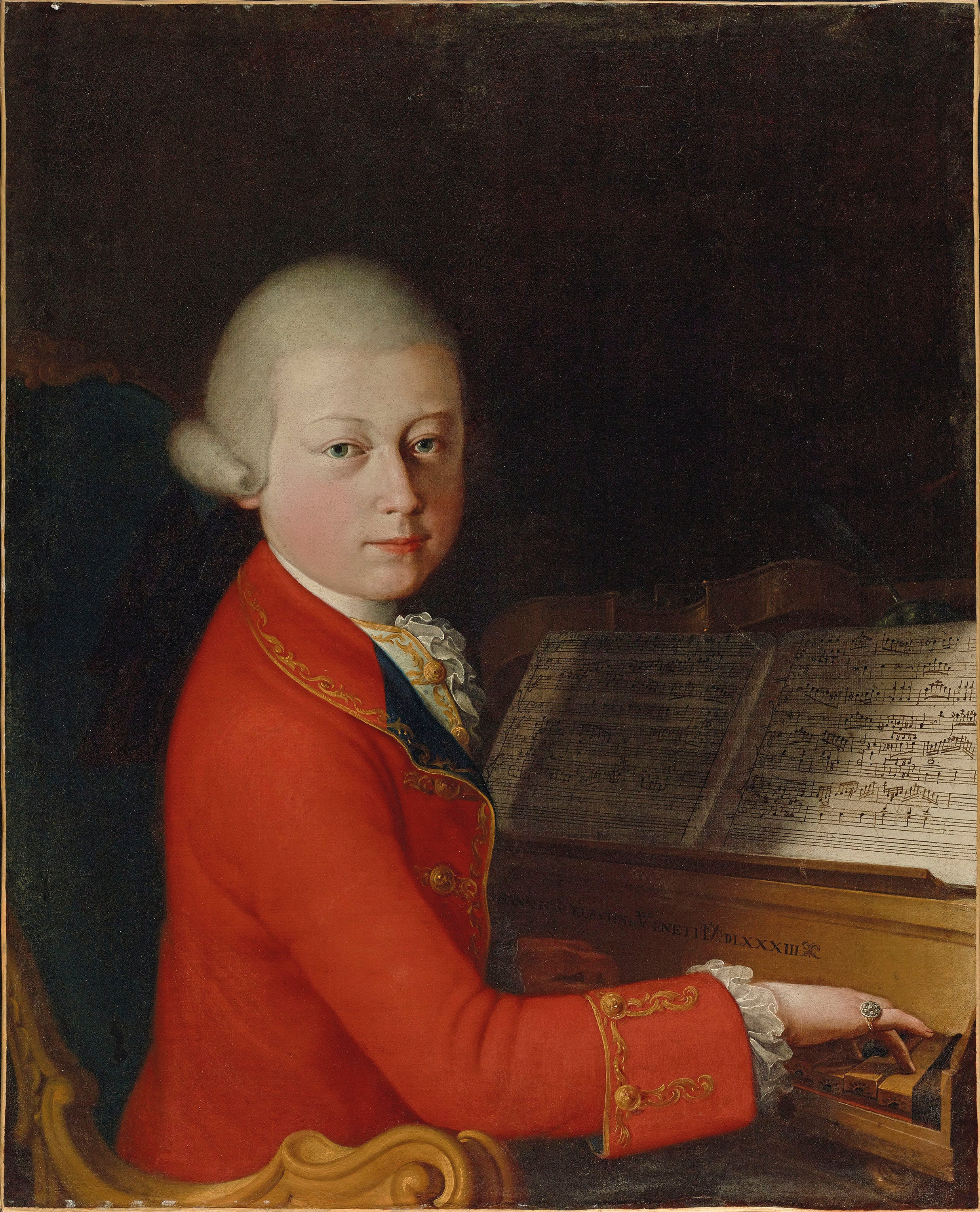
Mozart v roce 1770

V roce 1767 Vídeň zasáhla epidemie pravých neštovic. V té době bylo skladateli Wolfgangu Amadeu Mozartovi jedenáct let. Nakažení neštovicemi byli v ohrožení života, malý Wolfgang však nemoc překonal. Tento text se zabývá neštovicemi v době, kdy se Wolfgangův otec, Leopold Mozart roku 1764 rozhodl nedat své děti očkovat, průběh nemoci u Wolfganga, a její důsledky.

## Neštovice vMozartově době
V 18. století byly neštovice smrtelná choroba, která se často objevovala v epidemiích a zahubila či znetvořila miliony lidí. 18. století bylo z hlediska této nemoci pro Evropu obzvláště těžkým obdobím. Vlivem rostoucí urbanizace došlo ke koncentraci lidí, což umožňovalo nemoci šířit se rychleji, přičemž účinná obrana před neštovicemi – očkování byla objevena teprve na konci století.
Očkování mohlo přinést imunitu před neštovicemi, avšak procedura sebou přinášela značné riziko, že i zdravý jedinec po očkování mohl na neštovice zemřít. Proto se mnoho rodičů rozhodlo své děti neočkovat, než se vědomě vystavit nebezpečí, že by své děti takto mohli zabít, a raději podstoupili riziko možné nákazy neštovicemi z okolí.
Mozartova životopiskyně Ruth Halliwellová v tomto ohledu připomíná dopis, který Leopold Mozart 22. února 1764 ohledně neštovic napsal svému domácímu a příteli Lorenzi Hagenauerovi:
| „ | Snaží se mne přesvědčit, abych nechal svého chlapce očkovat proti neštovicím. Jak jsem však dostatečně jasně vyjádřil svou averzi vůči této impertinence, nechávají mne na pokoji. Tady je očkování největší módou. Já však tuto záležitost s důvěrou ponechávám v rukou Božích. Záleží jen na jeho milosti, zda ráčí zachovat Své veliké Dílo, zázrak tohoto světa, který stvořil, nebo zda se rozhodne vzít ho zpět k Sobě. | “ |

## Leopoldovo rozhodnutí proti očkování
V Mozartově době medicína zaznamenala jen slabý pokrok v boji proti nemoci. Přibližně ve druhé dekádě 18. století se v evropských zemích objevila nová metoda očkování původem z Asie. Očkování nebylo stejné jako vakcinace, která později dokázala vymýtit nemoc. U očkovaných šlo spíše o zmírnění příznaků s přežívajícím virem neštovic v těle.
Z pohledu moderní doby, kdy je většina dětí chráněna před mnoha záludnými nemocemi vakcinací, se může zdát snadné povrchně odsoudit Leopolda, že jednal šíleně, když spoléhal na Boží vůli, přestože v té době již byl k dispozici prostředek, který mohl jeho děti ochránit. Nicméně v době Leopoldovo života nebylo zdaleka průkazné, že je očkování prospěšné, jeho poznámka může být tedy vnímána jako odvolání na víru v záležitosti neřešitelného dilematu.
Pro postižené bylo onemocnění neštovicemi strašné. Ian a Jenifer Glynn píší:
| „ | Jak se projevovalo? Jako dětem nám říkali, že to bylo podobné jako plané neštovice ale horší. Ve skutečnosti s planými neštovicemi měly jen málo společného, celkově to bylo daleko strašnější. Mezi neočkovanými se předpokládala úmrtnost přibližně 10–30 procent nakažených. A bylo to často velmi bolestné umírání. Neštovice byly, jak píše Macaulay, 'nejstrašnějším ze všech poslů smrti.' | “ |

Míra úmrtnosti byla nejvyšší zejména u dětí. Avšak i ti, kteří neštovice přežili, byli často poznamenáni fyzicky. V mnoha případech došlo až k oslepnutí. Fyzické projevy nemoci byly děsivé, jak pro pacienty, tak pro ošetřovatele: pokožka pacientů se pokryla velkými, nateklými vředy, které často zanechávaly zřetelné jamky na pokožce těch, kdo nemoc přežili.

## Neštovice uMozarta

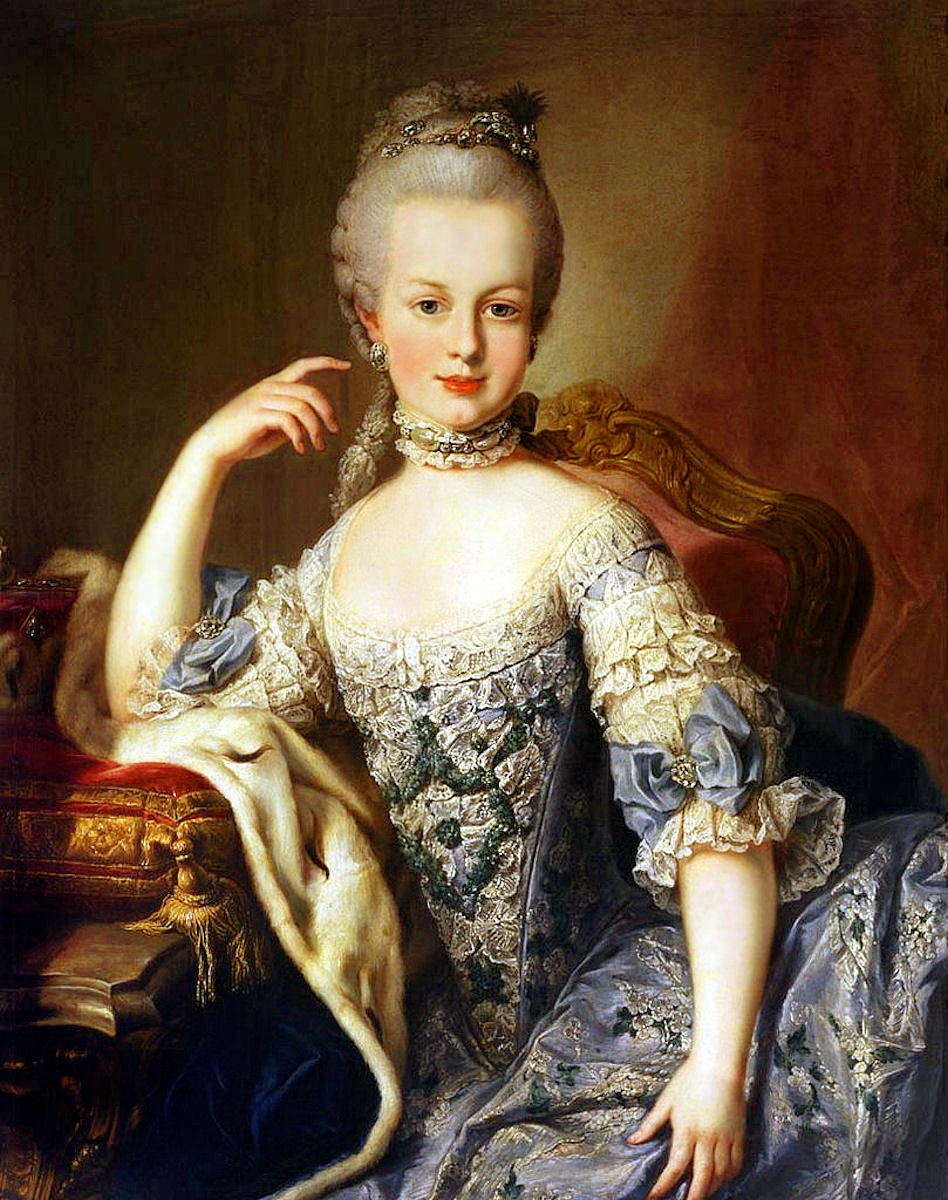
Arcivévodkyně Marie Josefa Habsbursko-Lotrinská

Mozartovi (Wolfgang, otec Leopold, matka Anna Marie a starší sestra Nannerl) se na cestu ze Salcburku do Vídně vydali 11. září 1767. Pobývali zde již dříve, v roce 1762, při předvádění talent obou dětí. V té době zde zakončili svou "velké turné" po Evropě, při kterém vystupovali v Anglii, Francii a jinde, a doufali v dosažení většího věhlasu (i příjmů) v hlavním městě Rakouského císařství. Plánovaná svatba 16leté arcivévodkyně Marie Josefy, dcery císařovny Marie Terezie, plánovaná na 14. října, byla příslibem množství oslav a tudíž příležitostí pro mnoho hudebníků.
V té době Vídeň zasáhla vlna neštovic. 28. května téhož roku na nemoc zemřela také milovaná druhá manželka císaře Josefa II., Marie Josefa Bavorská. Také jeho matka, císařovna Marie Terezie se nakazila, ta však nemoc překonala. Budoucí císařská nevěsta Marie Josefa se neštovicemi nakazila v říjnu a nemoci podlehla den po datu ohlášené svatby, 15. října.
Mozartovi si pronajímali několik místností v domě zlatníka Johanna Schmaleckera, a poté, co všechny tři Schmaleckerovy děti ochořely neštovicemi, byli vyděšení. 17. října znepokojený Leopold nejprve opustil Schmalackerův dům jen s Wolfgangem. O šest dní později (23. října), celá rodina odjela z města.
Vydali se směrem na sever, projeli Moravou a jejich první zastávkou bylo Brno, kde pobývali u hraběte Františka Antonína, bratra kardinála Wolfganga Hanibala ze Schrattenbachu a též knížete-arcibiskupa Zikmunda Kryštofa ze Schrattenbachu, Leopoldova zaměstnavatele v Salcburku. Hrabě Schrattenbach je pozval, aby uspořádali koncert, avšak Leopold, hnán "vnitřním nutkáním," chtěl pokračovat dále, a tak rodina již dva dny nato pokračovala dále na sever  do Olomouce. Zde se 26. října u Wolfganga projevily první příznaky neštovic. Vzhledem k inkubační době nemoci (přibližně 12 dní), je zřejmé, že se nakazil ještě ve Vídni.
Leopold se na radu svého dávného známého, hraběte Leopolda Antonína Podstatského, děkana olomoucké katedrály a rektora Olomoucké university.  Leopold znal hraběte Podstatského, ještě z doby, kdy hrabě působil v Salcburku. Poté, co hrabě usoudil, že Wolfgang vykazuje příznaky neštovic, trval na tom, aby se Mozartovi usídlili v jeho domě, a zařídil pro Wolfganga vynikající péči od svého osobního lékaře, dr. Josepha Wolffa.
Leopold později píše:
| „ | Wolfgang si stěžoval na oči. Všiml jsem si, že jeho čelo je horké, jeho tváře jsou horké a červené, ale jeho ruce chladné jako led. Navíc jeho tep byl nepravidelný. Dávali jsme mu jakýsi černý prášek a uložili ho do postele. Během noci byl dosti neklidný a ráno měl stále suchou horečku. | “ |

Znepokojující symptom Wolfgangovy nemoci, který není z Leopoldova dopisu zřejmý, byla dočasná slepota. V dopise z mnohem pozdější doby (1800), Wolfgangova sestra Nannerl píše:
| „ | Neštovice, které měl, ho zasáhly natolik, že po devět dní vůbec neviděl a po několik dalších týdnů po uzdravení musel své oči šetřit. | “ |

Ačkoli oslepnutí bylo častým průvodním jevem neštovic, oftalmolog Richard H. C. Zegers se domnívá, že Mozartovy příznaky nepředstavovaly skutečné oslepnutí, ale bylo způsobeno spíše zasažení očních víček vřídkovitou vyrážkou.
10. listopadu se již Wolfgang cítil lépe, ale neštovice propukly nyní u Nannerl, která promarodila tři týdny. Mozartovy děti však již byly v bezpečí, neboť po překonání nemoci je již dotyčná osoba imunní. Jak píše Leopold, u obou dětí zůstaly patrné malé jizvičky, nebyly však nikterak významné.
Wolfgang po dobu rekonvalescence, kdy musel šetřit oči, trávil čas učením karetních triků a šermováním.
Mozartovi bojem s neštovicemi strávili celé čtyři měsíce mimo Vídeň. Tam se nakonec vrátili a 19. ledna 1768 byli přijati u císařského dvora. Císařovna, jež do té doby kvůli neštovicím ztratila tři děti, hovořila s Frau Mozartovou o nemoci.
Zbytek cesty nebyl příliš úspěšný. Leopold si císařovu letmou poznámku zjevně vyložil nesprávně jako závaznou výzvu, aby Wolfgang zkomponoval operu. Tak začal Wolfgang psát operu La finta semplice, která však nebyla vlivem intrik zpěváků a hudebníků nakonec ve Vídni provedena. La finta semplice byla nakonec poprvé ucedena v Salcburku, po příjezdu Mozartových 5. ledna 1769.